# Mrs Lowry and Son
Pour plus de détails, voir Fiche technique et Distribution.
Mrs Lowry and Son est un film britannique réalisé par Adrian Noble, sorti en 2019.

## Synopsis
La relation du peintre L. S. Lowry avec sa mère.

## Fiche technique
- Titre : Mrs Lowry and Son
- Réalisation : Adrian Noble
- Scénario : Martyn Hesford
- Musique : Craig Armstrong
- Photographie : Josep M. Civit
- Montage : Chris Gill
- Production : Debbie Gray
- Société de production : Genesius Pictures
- Pays :  Royaume-Uni
- Genre : Biopic, drame et historique
- Durée : 91 minutes
- Dates de sortie : 
  -  Royaume-Uni : 30 août 2019

## Distribution
- Vanessa Redgrave : Elizabeth Lowry
- Timothy Spall : L. S. Lowry
- Wendy Morgan : Mme. Stanhope
- Stephen Lord (en) : M. Stanhope
- David Schaal : Stanley Allcot
- Joanne Pearce : Vera Allcot
- Michael Keogh : M. Lowry

## Distinctions
Le film a été présenté en sélection officielle en compétition au festival international du film d'Édimbourg.